# Brandeis University

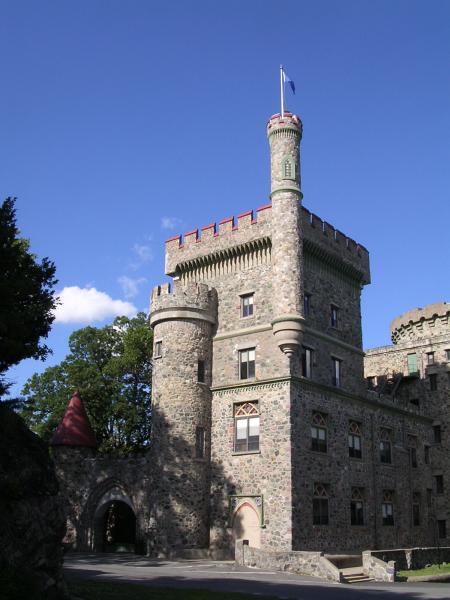
Lo Usen Castle dell'università

La Brandeis University è un'università privata degli Stati Uniti, con sede a Waltham, nel Massachusetts, circa 15 km a ovest di Boston.

## Descrizione
Fu fondata nel 1948 e prende il nome di Louis Brandeis, il primo giudice ebraico ad entrare a far parte della Corte Suprema degli Stati Uniti. La Albert Einstein Foundation for Higher Learning, Inc., incaricata di fondare l'università, propose ad Albert Einstein di chiamarla col suo nome, ma egli rifiutò l'offerta. Vi insegno' Michael C. Astour
L'università comprende i seguenti College:
- Brandeis University College of Arts and Sciences;
- Graduate School of Arts and Sciences;
- Heller School for Social Policy and Management;
- Rabb School of Summer and Continuing Studies;
- Brandeis International Business School.

Pur essendo più piccola di molte altre università americane, la Brandeis University è oggigiorno tra le più quotate degli Stati Uniti, e i suoi centri di ricerca tra i più rinomati.
La "Heller School for Social Policy and Management", fondata nel 1959, è famosa a livello internazionale per i suoi programmi di politica sociale.